# Der Zauber von Malèna
Der Zauber von Malèna (Originaltitel Malèna) ist ein italienisch-amerikanischer Spielfilm des Regisseurs und Drehbuchautors Giuseppe Tornatore aus dem Jahr 2000.

## Inhalt
Der Film beginnt im Sizilien der 1940er Jahre zu Beginn des Zweiten Weltkriegs in einem ruhigen Städtchen namens Castelcutò. Der dreizehnjährige Renato erlebt drei größere Ereignisse an einem Tag: Erstens tritt Italien in den Krieg ein, zweitens bekommt er ein Fahrrad, und drittens sieht er zum ersten Mal die schöne Malèna.
Malènas Ehemann muss nach Nordafrika und dort gegen die Engländer kämpfen. So bleibt Malèna allein mit ihrem Vater zurück, einem fast tauben, älteren Herrn. Malènas Aussehen weckt bei den Männern die Lust und bei den Frauen den Neid. Die Gerüchteküche brodelt in der von Vorurteilen beherrschten Kleinstadt. Entgegen den Gerüchten ist sie ihrem Ehemann jedoch treu. Sie will einfach nur in Ruhe gelassen werden.
Renato steckt mitten in der Pubertät und beginnt, für die schöne Malèna zu schwärmen. Seine Phantasien steigern sich mehr und mehr, bis sich seine Faszination für die scheue junge Frau zur Obsession entwickelt. Oft späht er durch ihr Fenster, während sie traurig auf die Rückkehr ihres geliebten Mannes wartet. Renato stiehlt Malènas Unterwäsche, und zum Entsetzen seiner Eltern beginnt er, sexuell über sie zu phantasieren. Sie versuchen alles, um ihn davon abzubringen, scheitern jedoch.
Schließlich erreicht Malèna die Nachricht, ihr Mann sei in Nordafrika gefallen. Sie kämpft mit ihrer Trauer und ihrer Einsamkeit. Regelmäßig besucht sie ihren Vater und geht ihm im Haushalt zur Hand. Als ihm jedoch ein verleumderischer Brief zugespielt wird, hat dies katastrophale Auswirkungen auf ihre Beziehung. Die Situation wird noch schlimmer, als Malèna wegen einer vermeintlichen Liebesbeziehung mit einem verheirateten Mann vor Gericht gezerrt wird. Malèna wird freigesprochen, da man den Ausführungen folgt, es handle sich bei dem Vorwurf um reine Schikane, da sich die anderen Frauen durch Malènas Schönheit verunsichert und bedroht fühlten. Nach ihrem Freispruch wird Malèna von ihrem Anwalt zu Hause besucht. Renato späht wieder einmal durch das Fenster und wird Zeuge von Malènas Vergewaltigung. Der Anwalt rechtfertigt diese als Begleichung der offenen Rechnung. Renato fühlt sich mehr und mehr als Malènas Beschützer und verübt kleine Racheakte an Bewohnern, die Malèna übel nachreden.
Der Krieg erreicht Sizilien, und die Stadt wird bombardiert. Malènas Vater stirbt, und sie bleibt ganz allein zurück. Malènas Armut und der Kampf ums Überleben zwingen sie schließlich zur Prostitution. Selbstgefällig beobachten die anderen Bewohner, wie sie in ihre Rolle als Hure gedrängt wird. Die Aversion der weiblichen Bevölkerung kennt jedoch keine Grenzen mehr, als sich Malèna mit deutschen Besatzern einlässt. Der aufgestaute Hass entlädt sich beim Einmarsch der Amerikaner auf grausame Weise. Malèna wird öffentlich verprügelt und gedemütigt und sieht sich schließlich gezwungen, die Stadt zu verlassen.
Als ihr totgesagter Mann wenige Tage später in die Stadt zurückkommt, will ihm zunächst niemand etwas über den Verbleib seiner Frau sagen. Renato lässt ihn in einem anonymen Brief wissen, sie sei in den Zug nach Messina gestiegen, und auch, dass sie immer nur ihn, ihren Ehemann, geliebt habe und die Gerüchte über ihre Untreue Lügen seien. Ein Jahr später kehren Malèna und ihr Mann wieder zurück in die Stadt. Die anderen Bewohner, und insbesondere die Frauen, sind erstaunt über ihre Courage und beginnen, sie respektvoll mit „Signora Scordia“ anzusprechen. Obwohl sie immer noch schön ist, sehen sie in ihr keine Bedrohung mehr, sondern lästern, sie habe an Falten und Gewicht zugelegt. Malèna, scheu wie eh und je, beobachtet nach ihren Erfahrungen die erneute Aufmerksamkeit mit Argwohn.
In der letzten Szene am Strand hilft Renato ihr, Apfelsinen aufzuheben, die ihr aus der Einkaufstasche gefallen sind. Er wünscht ihr „Buona fortuna, Signora Malèna“ und fährt mit seinem Fahrrad davon, nur um sich noch einmal nach ihr umzudrehen. Als die Szene ausgeblendet wird, hört man den erwachsenen Renato darüber sinnieren, dass er Malèna auch nach all den Jahren nie vergessen hat.

## Auszeichnungen
Der Film war für zwei Oscars nominiert (Beste Kamera, Beste Filmmusik) und erhielt unter anderem 2001 den David di Donatello, den wichtigsten italienischen Filmpreis. Er lief außerdem im Wettbewerb der Berlinale 2001.

## Besonderheiten
Der Zauber von Malèna wurde auf dem US-amerikanischen Markt von Harvey Weinstein vertrieben. Aufgrund der vielen Nacktszenen von Monica Bellucci und besonders wegen der Szenen zwischen dem 13-jährigen Renato und Malèna musste der Film für die USA gekürzt werden. Diese Kinoversion, die auch international vermarktet wurde, ist nur 92 Minuten lang, wohingegen italienische Kinobesucher laut IMDb einen 109 Minuten langen Film sehen konnten; die Version ist als koreanische Special-Edition-DVD erhältlich.
Giuseppe Tornatore hatte Monica Bellucci in einem Werbespot für ein Parfüm von Dolce & Gabbana gesehen und ihr daraufhin die Rolle der Malèna angeboten.
Der Ortsname Castelcutò ist fiktiv. Die Außenaufnahmen wurden u. a. in Messina, Noto, Syrakus und Taormina auf Sizilien gedreht.

## Kritiken
„Geschichte des Erwachsenwerdens eines Jungen im Italien des Faschismus und die Tragödie einer Frau, die für ihre Schönheit bezahlen muss. Herausragend ist das fulminante Spiel von Monica Bellucci, Italiens neuem Superstar.“

„Warmherzig und mit hinreißendem Humor.“

„… Tornatore destilliert mit viel optischen Schauwerten ein Second hand Fellini Ambiente im Italien der vierziger Jahre und gibt dabei konstant vor mehr zu bieten als die schwülstigen Jugenderinnerungen eines pubertierenden Dorfyoungsters. Das Schicksal seiner Protagonistin bleibt aber letztlich oberflächlich, der politische Rahmen dient mehr als bunter Zeitkolorit denn als wirkliche historisch-gesellschaftliche Zuordnung …“

## Belege
1. ↑  IMDb, locations
2. ↑  Der Zauber von Malèna. In: cinema. Abgerufen am 16. April 2022.